# Nati il 20 aprile
| Questa pagina contiene informazioni ricavate automaticamente dalle voci biografiche con l'ausilio del template Bio e di un bot. L'aggiornamento è periodico e automatico e ricostruisce completamente la pagina. Se manca una persona in questa lista, sei pregato di non aggiungerla, ma accertati piuttosto che la sua voce biografica contenga il template Bio e che i dati anagrafici siano correttamente compilati. Se il template Bio manca, inseriscilo tu stesso o, in alternativa, metti l'avviso {{tmp\|Bio}} che ne segnala la mancanza. Se i dati riportati sono sbagliati, correggi direttamente la voce biografica; le modifiche saranno visibili in questa lista entro pochi giorni. Per chiarimenti vedi il progetto biografie. La lista contiene solo le 1.208 persone che sono citate nell'enciclopedia e per le quali è stato implementato correttamente il template Bio. Pagina aggiornata al 17 ago 2025. |

## VIII secolo(1)
- 702 - Ja'far al-Sadiq, imam († 765)

## XIII secolo(1)
- 1208 - Ibn Wasil, teologo e storico arabo († 1301)

## XV secolo(2)
- 1494 - Johannes Agricola, umanista e teologo tedesco († 1566)
- 1494 - Aloisio Gonzaga, condottiero italiano († 1549)

## XVI secolo(10)
- 1544 - Renata di Lorena, nobile francese († 1602)
- 1545 - Mary Grey, nobildonna inglese († 1578)
- 1546 - Bernardo de Sandoval y Rojas, cardinale e arcivescovo cattolico spagnolo († 1618)
- 1546 - Fernando de Gurrea y Aragón, nobile spagnolo († 1592)
- 1551 - Carlo Gonzaga, nobile italiano († 1614)
- 1561 - Carlo II di Lorena-Vaudémont, cardinale e vescovo cattolico francese († 1587)
- 1563 - Nicolò Rusca, presbitero svizzero († 1618)
- 1566 - Roberto d'Altemps, I duca di Gallese, nobile italiano († 1586)
- 1586 - Rosa da Lima, religiosa peruviana († 1617)
- 1589 - Giovanni Casimiro del Palatinato-Zweibrücken-Kleeburg, conte († 1652)

## XVII secolo(20)
- 1602 - Pompeo Compagnoni, giurista e storico italiano († 1675)
- 1606 - Jan Davidsz. de Heem, pittore olandese
- 1613 - Urbano Chevreau, scrittore francese († 1701)
- 1616 - Alfonso II Gonzaga, nobile († 1678)
- 1620 - Vitaliano VI Borromeo, nobile, militare e mecenate italiano († 1690)
- 1623 - Olimpia Aldobrandini, nobildonna italiana († 1681)
- 1623 - Pirro De Capitani, nobile e politico italiano († 1690)
- 1627 - Francesco Maria Santinelli, alchimista, poeta e librettista italiano († 1697)
- 1633 - Go-Kōmyō, imperatore giapponese († 1654)
- 1639 - Pietro Farnese, nobile italiano († 1677)
- 1646 - Giacinto Calandrucci, pittore e incisore italiano († 1707)
- 1646 - Charles Plumier, botanico francese († 1704)
- 1650 - Felice Boselli, pittore italiano († 1732)
- 1652 - Foresto d'Este, militare italiano († 1725)
- 1658 - Donato Anzani, vescovo cattolico italiano († 1732)
- 1675 - Al-Husayn I ibn Ali al-Turki, sovrano tunisino († 1740)
- 1682 - Benedetto Fioravante, presbitero e numismatico italiano († 1737)
- 1687 - Lorenzo Mattielli, scultore italiano († 1748)
- 1690 - Giuseppe Maria Gonzaga, nobiluomo italiano († 1746)
- 1697 - Gaspare Negri, vescovo cattolico e mecenate italiano († 1778)

## XVIII secolo(36)
- 1702 - Zenón de Somodevilla y Bengoechea, politico spagnolo († 1781)
- 1708 - Innocenzo Gorgoni, arcivescovo cattolico italiano († 1774)
- 1715 - Marie-Thérèse de La Ferté-Imbault, francese († 1791)
- 1720 - Antonio Martini, arcivescovo cattolico, letterato e biblista italiano († 1809)
- 1726 - James Hay, XV conte di Erroll, nobile scozzese († 1778)
- 1727 - Taddeo Kuntze, pittore polacco († 1793)
- 1727 - Massimiliano Lodron, presbitero italiano († 1796)
- 1727 - Florimond Claude, conte di Mercy-Argenteau, diplomatico austriaco († 1794)
- 1730 - Athanase Louis Marie de Loménie, politico e nobile francese († 1794)
- 1732 - Carlo Bianconi, pittore, scultore e architetto italiano († 1802)
- 1732 - Alexandre Marie Léonor de Saint-Mauris de Montbarrey, politico e nobile francese († 1796)
- 1737 - Natal'ja Aleksandrovna Kurakina, nobildonna russa († 1798)
- 1739 - William Bartram, naturalista, botanico e esploratore statunitense († 1823)
- 1739 - Friedrich von Hotze, generale svizzero († 1799)
- 1743 - Christoph Leontievič Euler, generale e nobile tedesco († 1808)
- 1744 - Michelangelo Luchi, cardinale italiano († 1802)
- 1745 - Philippe Pinel, psichiatra francese († 1826)
- 1752 - Joseph-Henri Costa de Beauregard, militare francese († 1824)
- 1756 - Henry Trollope, ammiraglio britannico († 1839)
- 1757 - Pierre Auguste Lajard, politico e ufficiale francese († 1837)
- 1758 - Josafat Bulhak, arcivescovo cattolico lituano († 1838)
- 1764 - Rudolph Ackermann, inventore e editore tedesco († 1834)
- 1764 - Jacob Radcliff, politico statunitense († 1844)
- 1770 - Ferdinando Provesi, compositore e organista italiano († 1833)
- 1771 - Népomucène Lemercier, poeta e drammaturgo francese († 1840)
- 1776 - Alexandre d'Alton, generale francese († 1859)
- 1785 - Hugh Percy, III duca di Northumberland, politico inglese († 1847)
- 1786 - Marc Seguin, ingegnere francese († 1875)
- 1788 - Carlotta Gargalli, pittrice italiana († 1840)
- 1788 - Juraj Haulík, cardinale e arcivescovo cattolico slovacco († 1869)
- 1788 - Spyridōn Trikoupis, politico e diplomatico greco († 1873)
- 1789 - Pakubuwono VIII, sovrano indonesiano († 1862)
- 1790 - Ludwig Hermann Friedländer, medico, viaggiatore e scrittore tedesco († 1851)
- 1796 - Francis Baring, I barone Northbrook, politico britannico († 1866)
- 1800 - Wojciech Stattler, pittore polacco († 1875)
- 1800 - Michele Strassoldo-Grafenberg, militare austriaco († 1873)

## XIX secolo(172)
- 1801 - John Stuart-Wortley-Mackenzie, II barone Wharncliffe, politico inglese († 1855)
- 1801 - Niccolò Vecchietti, latinista, scrittore e poeta italiano († 1871)
- 1805 - Léon-Lévy Brunswick, commediografo e librettista francese († 1859)
- 1805 - Michele Giacchi, avvocato, magistrato e politico italiano († 1892)
- 1805 - Franz Xaver Winterhalter, pittore e litografo tedesco († 1873)
- 1807 - John Milton, politico statunitense († 1865)
- 1807 - Wincenty Pol, poeta e geografo polacco († 1872)
- 1808 - Napoleone III di Francia, militare e politico francese († 1873)
- 1809 - Luigi di Canossa, cardinale e vescovo cattolico italiano († 1900)
- 1812 - Quirico Filopanti, politico, astronomo e matematico italiano († 1894)
- 1814 - Filippo De Filippi, zoologo, medico e viaggiatore italiano († 1867)
- 1814 - Georgiana Houghton, artista e sensitiva spagnola († 1884)
- 1814 - Ferdinando Rosellini, politico, matematico e botanico italiano († 1872)
- 1815 - Jørgen Matthias Christian Schiødte, zoologo, entomologo e aracnologo danese († 1884)
- 1815 - Gregorio Ugdulena, presbitero, orientalista e politico italiano († 1872)
- 1821 - Tito Livio Cianchettini, giornalista italiano († 1900)
- 1822 - Karl Thiersch, chirurgo tedesco († 1895)
- 1823 - Cesare Lucatelli, patriota italiano († 1861)
- 1824 - Alfred H. Colquitt, politico e generale statunitense († 1894)
- 1824 - Albert G. Porter, politico, diplomatico e avvocato statunitense († 1897)
- 1826 - Dinah Craik, scrittrice e poetessa inglese († 1887)
- 1827 - John Gibbon, generale statunitense († 1896)
- 1828 - Amanzia Guérillot, pittrice e scultrice italiana († 1905)
- 1829 - Marcello Barbaro, armatore italiano († 1897)
- 1829 - Giulio Fiastri, militare italiano († 1866)
- 1831 - Pietro Gradenigo, medico italiano († 1904)
- 1832 - Władysław Skłodowski, scienziato, educatore e traduttore polacco († 1902)
- 1832 - William Thomas, poeta e presbitero gallese († 1878)
- 1832 - Ernst Viktor von Leyden, neurologo e medico tedesco († 1910)
- 1833 - Antoine Vollon, pittore e incisore francese († 1900)
- 1835 - Nicola Pellati, ingegnere e geologo italiano († 1907)
- 1836 - Gaetano Ardizzoni, poeta e scrittore italiano († 1924)
- 1837 - Giovanni Maria Diamare, vescovo cattolico e teologo italiano († 1914)
- 1837 - Georg Sars, zoologo norvegese († 1927)
- 1838 - Pietro Sbarbaro, giornalista, sociologo e politico italiano († 1893)
- 1839 - Guglielmo Korner, chimico tedesco († 1925)
- 1839 - Francesco Siacci, matematico e politico italiano († 1907)
- 1839 - Aleksandr Aleksandrovič Fišer fon Val'dgejm, botanico russo († 1920)
- 1839 - Carlo I di Romania, principe tedesco († 1914)
- 1840 - Odilon Redon, pittore e incisore francese († 1916)
- 1840 - Michele Torraca, giornalista e politico italiano († 1906)
- 1841 - Giovanni Galeazzo Frigerio, militare e politico italiano († 1911)
- 1841 - Pietro Alfonso Jorio, arcivescovo cattolico italiano († 1921)
- 1842 - John Murphy Farley, cardinale e arcivescovo cattolico irlandese († 1918)
- 1844 - Ernest Granger, politico e militare francese († 1914)
- 1844 - Juan Idiarte Borda, politico uruguaiano († 1897)
- 1845 - Pietro Barucci, pittore italiano († 1917)
- 1846 - Vjačeslav Konstantinovič Pleve, politico russo († 1904)
- 1847 - Ferdinand Rüegg, vescovo cattolico svizzero († 1913)
- 1848 - Kurd Laßwitz, scrittore, scienziato e filosofo tedesco († 1910)
- 1849 - Hamao Arata, politico e educatore giapponese († 1925)
- 1849 - Nikolaj Nebogatov, ammiraglio russo († 1922)
- 1850 - Daniel Chester French, scultore statunitense († 1931)
- 1850 - Amedeo Crivellucci, storico italiano († 1914)
- 1850 - Enrico Gismondi, orientalista italiano († 1912)
- 1850 - Jean-François Raffaelli, pittore francese († 1924)
- 1850 - Bernardino Varisco, filosofo, matematico e politico italiano († 1933)
- 1851 - Eduardo Acevedo Díaz, scrittore uruguaiano († 1921)
- 1851 - Siegmund Lubin, produttore cinematografico tedesco († 1923)
- 1851 - Yamaha Torakusu, imprenditore giapponese († 1916)
- 1855 - Inukai Tsuyoshi, politico giapponese († 1932)
- 1856 - Vasilij Vasil'evič Rozanov, scrittore e filosofo russo († 1919)
- 1857 - Herman Bang, scrittore danese († 1912)
- 1857 - Giuseppe Guarnieri, medico italiano († 1918)
- 1858 - Carlo Luigi Spegazzini, botanico e micologo italiano († 1926)
- 1859 - Vincenzo Cerulli, astronomo e matematico italiano († 1927)
- 1860 - Justinien Clary, tiratore a volo e dirigente sportivo francese († 1933)
- 1860 - Pieter Jelles Troelstra, politico olandese († 1930)
- 1861 - Hermann Muthesius, architetto tedesco († 1927)
- 1861 - James Duval Phelan, politico e banchiere statunitense († 1930)
- 1861 - Arthur van Gehuchten, neurologo belga († 1914)
- 1863 - Enrico Guzzini, imprenditore italiano († 1948)
- 1865 - Victor De Behr, pallanuotista belga
- 1865 - Ferdinando Del Carretto di Novello, militare e politico italiano († 1937)
- 1865 - Silvio Longhi, magistrato e giurista italiano († 1937)
- 1865 - Bernhard von Hülsen, militare tedesco († 1950)
- 1866 - Milsom Rees, chirurgo gallese († 1952)
- 1868 - John Francis Hylan, politico statunitense († 1936)
- 1868 - Sheldon Lewis, attore statunitense († 1958)
- 1868 - Charles Maurras, giornalista, saggista e politico francese († 1952)
- 1868 - Ignaz Stolz, pittore austro-ungarico († 1953)
- 1869 - Mabel Wagnalls, pianista e scrittrice statunitense († 1946)
- 1871 - Slavoljub Eduard Penkala, ingegnere e inventore croato († 1922)
- 1872 - Hugh Watson, ufficiale britannico († 1954)
- 1873 - Olga Blumenthal, germanista italiana († 1945)
- 1873 - Gaspero Ciacci, politico italiano († 1944)
- 1873 - Wojciech Korfanty, giornalista, politico e attivista polacco († 1939)
- 1874 - Eugenio Balzan, giornalista e imprenditore italiano († 1953)
- 1874 - Angelo Tua, generale e politico italiano († 1955)
- 1875 - Claude de Boissière, schermidore francese († 1930)
- 1875 - Giuseppe Fiamingo, sociologo e politico italiano († 1966)
- 1876 - Egidio Gennari, politico italiano († 1942)
- 1876 - Jean Lécuyer, ostacolista francese
- 1877 - Leonardo Ricci, geografo italiano († 1967)
- 1878 - Sebastian Baur, compositore e direttore d'orchestra austriaco († 1947)
- 1878 - Loreto Grande, botanico e naturalista italiano († 1965)
- 1878 - José Miaja, generale e politico spagnolo († 1958)
- 1878 - Giuseppe Piemonte, politico e antifascista italiano († 1960)
- 1879 - Italo Gariboldi, generale italiano († 1970)
- 1879 - Gino Montipò, marinaio e militare italiano († 1961)
- 1879 - Paul Poiret, stilista francese († 1944)
- 1879 - Paolo Rossi, calciatore italiano († 1944)
- 1879 - Carlo Senni, diplomatico e politico italiano († 1946)
- 1879 - Maria Agnese Tribbioli, religiosa italiana († 1965)
- 1880 - Aldo Aymonino, generale italiano († 1946)
- 1880 - Alfred de Tarde, scrittore, economista e giornalista francese († 1925)
- 1881 - Sem Dresden, compositore olandese († 1957)
- 1881 - Nikolaj Jakovlevič Mjaskovskij, compositore russo († 1950)
- 1882 - Nicolae Ciupercă, generale e politico rumeno († 1950)
- 1882 - Otello Leiss, pittore e cartografo tedesco († 1945)
- 1882 - Harry Rosenswärd, velista svedese († 1955)
- 1882 - André Sainte-Laguë, matematico francese († 1950)
- 1882 - Holland Smith, generale statunitense († 1967)
- 1884 - Beatrice di Sassonia-Coburgo-Gotha, principessa inglese († 1966)
- 1884 - Adriano Giovannetti, giornalista, regista e sceneggiatore italiano († 1958)
- 1884 - Oliver Kirk, pugile statunitense († 1960)
- 1884 - Daniel Varujan, poeta armeno († 1915)
- 1885 - Edmond Bernhardt, nuotatore, pentatleta e tiratore a segno austriaco († 1976)
- 1885 - James Donahue, multiplista statunitense († 1966)
- 1885 - Pietro Zaglio, generale italiano († 1961)
- 1888 - Charles D. Hall, scenografo britannico († 1970)
- 1888 - Fred Kohler, attore statunitense († 1938)
- 1888 - Ibō Takahashi, ammiraglio giapponese († 1947)
- 1889 - Erik di Svezia, principe svedese († 1918)
- 1889 - Edoardo Firpo, poeta italiano († 1957)
- 1889 - Marie-Antoinette de Geuser, mistica francese († 1918)
- 1889 - Adolf Hitler, politico austriaco († 1945)
- 1889 - Emilia Nobile, filosofa e bibliotecaria italiana († 1963)
- 1890 - Catherine Calvert, attrice statunitense († 1971)
- 1890 - Aurelio Candian, giurista italiano († 1971)
- 1890 - Maurice Duplessis, politico canadese († 1959)
- 1890 - Frank Hudspeth, calciatore britannico († 1963)
- 1890 - Béla Las-Torres, nuotatore ungherese († 1915)
- 1890 - Adolf Schärf, politico austriaco († 1965)
- 1890 - Dragutin Tomašević, maratoneta e ginnasta serbo († 1915)
- 1891 - Dave Bancroft, giocatore di baseball statunitense († 1972)
- 1891 - Thomy Bourdelle, attore francese († 1972)
- 1891 - Caresse Crosby, editrice, attivista e scrittrice statunitense († 1970)
- 1891 - Aldo Finzi, militare, dirigente sportivo e politico italiano († 1944)
- 1891 - Rodolfo Gavinelli, calciatore e allenatore di calcio italiano († 1921)
- 1891 - Charles Edmonds, generale inglese († 1954)
- 1891 - Jurij Josypovyč Tjutjunnyk, militare ucraino († 1930)
- 1893 - Giorgio Croci, velocista italiano († 1968)
- 1893 - Harold Lloyd, attore, regista e produttore cinematografico statunitense († 1971)
- 1893 - Joan Miró, pittore, scultore e ceramista spagnolo († 1983)
- 1893 - Otto Pretzl, orientalista e arabista tedesco († 1941)
- 1893 - Edna Parker, supercentenaria statunitense († 2008)
- 1893 - Herrmann Ungar, scrittore ceco († 1929)
- 1894 - Joseph Delteil, scrittore e poeta francese († 1978)
- 1894 - Martinus Nijhoff, scrittore e poeta olandese († 1953)
- 1894 - Enrico Prampolini, pittore, scultore e scenografo italiano († 1956)
- 1895 - Angelo Benincasa, allenatore di calcio italiano
- 1895 - Birger Cederin, schermidore svedese († 1942)
- 1895 - Ramiro Meng, pittore, scultore e architetto italiano († 1966)
- 1895 - Arthur Nethercot, critico letterario, scrittore e poeta statunitense († 1981)
- 1895 - Jerzy Petersburski, compositore polacco († 1979)
- 1895 - Mary Kawena Pukui, scrittrice, antropologa e traduttrice statunitense († 1986)
- 1896 - Sheina Marshall, biologa scozzese († 1977)
- 1896 - Harald Schønfeldt, calciatore norvegese († 1950)
- 1897 - Bruno Mazzaggio, militare e politico italiano
- 1897 - Nerina Montagnani, attrice italiana († 1993)
- 1897 - Gregory Ratoff, attore, regista e sceneggiatore russo († 1960)
- 1897 - Gustave Roud, poeta svizzero († 1976)
- 1898 - Emmanuel Bove, scrittore francese († 1945)
- 1898 - Sidney Lanfield, regista, musicista e cabarettista statunitense († 1993)
- 1899 - Robert Elter, calciatore lussemburghese († 1991)
- 1899 - Eitarō Suzuki, lottatore giapponese († 1979)
- 1899 - Ellis Wilson, artista statunitense († 1977)
- 1900 - Jacques Adnet, pittore, architetto e designer francese († 1984)
- 1900 - Armando Esposto, calciatore italiano
- 1900 - Emanuel Schäfer, militare e agente segreto tedesco († 1974)
- 1900 - Herbert Topp, pallanuotista statunitense († 1994)

## XX secolo(932)
- 1901 - Umberto Ajello, politico italiano
- 1901 - Charlotte Bara, ballerina tedesca († 1986)
- 1901 - Adolf Busemann, ingegnere tedesco († 1986)
- 1901 - Michel Leiris, scrittore e etnologo francese († 1990)
- 1902 - Ernest Blenkinsop, calciatore inglese († 1969)
- 1902 - Olga Elia, archeologa italiana († 1977)
- 1902 - Segundo Gómez, calciatore argentino
- 1902 - Maurice Mercery, calciatore francese († 1991)
- 1902 - Donald Wolfit, attore britannico († 1968)
- 1903 - Francesco Cassani, inventore, imprenditore e dirigente d'azienda italiano († 1973)
- 1903 - Francesco Ricceri, vescovo cattolico italiano († 1980)
- 1903 - Franz Weselik, calciatore austriaco († 1962)
- 1904 - Bruce Cabot, attore statunitense († 1972)
- 1904 - Renato Carli Ballola, giornalista e politico italiano († 1963)
- 1904 - Duncan Renaldo, attore rumeno († 1980)
- 1905 - Alberto Boni, calciatore italiano
- 1905 - Jacob Meijer, pistard olandese († 1943)
- 1905 - Adolph Gregory Schmitt, vescovo cattolico e missionario tedesco († 1976)
- 1905 - Albrecht Unsöld, astrofisico tedesco († 1995)
- 1906 - Francesco ed Eugenio Cassani, inventore, imprenditore e dirigente d'azienda italiano († 1973)
- 1906 - Giovanni Malipiero, tenore italiano († 1970)
- 1906 - Giovanni Merla, geologo, paleontologo e scrittore italiano († 1984)
- 1906 - Filippo Murdaca, politico italiano († 1999)
- 1906 - Hinrich Möller, generale tedesco († 1974)
- 1907 - Thure Ahlqvist, pugile svedese († 1983)
- 1907 - Gabriel Casaccia, scrittore paraguaiano († 1980)
- 1907 - William Dollar, ballerino, coreografo e insegnante statunitense († 1986)
- 1907 - Augoustinos Kantiōtīs, vescovo ortodosso greco († 2010)
- 1907 - Hemsley Winfield, ballerino e coreografo statunitense († 1934)
- 1908 - Enzo Grossi, militare italiano († 1960)
- 1908 - Lionel Hampton, vibrafonista e percussionista statunitense († 2002)
- 1908 - Pierre Korb, calciatore francese († 1981)
- 1908 - Luciano Montero, ciclista su strada spagnolo († 1993)
- 1908 - Giuseppe Carlo Rossi, linguista italiano († 1983)
- 1908 - Frederico Serrão, schermidore brasiliano († 1992)
- 1908 - Donald Wandrei, scrittore statunitense († 1987)
- 1909 - Guido Alberti, attore italiano († 1996)
- 1909 - Otello De Maria, pittore italiano († 2005)
- 1909 - Hans Egarter, giornalista e partigiano italiano († 1966)
- 1909 - Guglielmo Peirce, pittore, giornalista e scrittore italiano († 1958)
- 1909 - George Tomasini, montatore statunitense († 1964)
- 1910 - Jan Dobraczyński, scrittore e giornalista polacco († 1994)
- 1910 - Carlo Ferrari, vescovo cattolico italiano († 1992)
- 1910 - Lütfiye Sultan, principessa ottomana († 1997)
- 1910 - Edoardo Martino, politico italiano († 1999)
- 1910 - Adalino Mealli, ciclista su strada italiano († 2001)
- 1910 - Brigitte Mira, attrice tedesca († 2005)
- 1910 - Tomás Ojeda, calciatore cileno († 1983)
- 1910 - Alvaro d'Orléans, nobile francese († 1997)
- 1910 - Fatin Rüştü Zorlu, politico e diplomatico turco († 1961)
- 1910 - Kirsten Suhr-Hansen, schermitrice danese
- 1910 - Robert F. Wagner, jr., politico statunitense († 1991)
- 1911 - Reidar Andersen, saltatore con gli sci norvegese († 1991)
- 1911 - Umbro Apollonio, critico d'arte, storico dell'arte e saggista italiano († 1981)
- 1911 - Roy Fosdahl, calciatore norvegese († 1980)
- 1911 - Nicola Magaldi, ufficiale e aviatore italiano († 1940)
- 1911 - Kukrit Pramoj, politico, economista e scrittore thailandese († 1995)
- 1912 - Olindo Del Donno, politico e presbitero italiano († 2009)
- 1912 - Willi Kaidel, canottiere tedesco († 1978)
- 1913 - Ernest Bour, direttore d'orchestra francese († 2001)
- 1913 - Willi Hennig, biologo, entomologo e zoologo tedesco († 1976)
- 1913 - Giovanni Enrico Hoepli, editore e regista italiano († 2006)
- 1913 - Tsutomu Ōyokota, nuotatore giapponese († 1970)
- 1913 - Roger Rochard, mezzofondista francese († 1993)
- 1913 - Dick Wessel, attore statunitense († 1965)
- 1914 - Carlo Biagi, calciatore italiano († 1986)
- 1914 - Salvatore De Simone, politico italiano († 1994)
- 1914 - Betty Lou Gerson, attrice e doppiatrice statunitense († 1999)
- 1914 - Karel Thole, disegnatore e illustratore olandese († 2000)
- 1914 - Max Wünsche, militare tedesco († 1995)
- 1915 - Richard L. Anderson, statistico statunitense († 2003)
- 1915 - Aurora Miranda, cantante e attrice brasiliana († 2005)
- 1915 - Amedeo Pariante, cantante e chitarrista italiano († 2005)
- 1915 - Albino Perosa, presbitero e compositore italiano († 1997)
- 1915 - Gerhard Pleiß, militare tedesco († 1941)
- 1915 - Armando Rossi, cestista peruviano († 1977)
- 1915 - Luigi Vagnetti, architetto italiano († 1980)
- 1915 - Alvin M. Weinberg, fisico statunitense († 2006)
- 1915 - Joseph Wolpe, psichiatra, psicoterapeuta e psicologo sudafricano († 1997)
- 1916 - Wiera Gran, cantante e attrice polacca († 2007)
- 1916 - Allan Herskovic, tennistavolista jugoslavo († 2011)
- 1916 - René Walschot, ciclista su strada belga († 2003)
- 1917 - Luigi Griffanti, calciatore italiano († 2006)
- 1917 - Franco Li Causi, compositore italiano († 1980)
- 1918 - Kai Siegbahn, fisico svedese († 2007)
- 1918 - June Storey, attrice canadese († 1991)
- 1920 - Albino Bocciai, cestista italiano († 1974)
- 1920 - Jean Keraudy, criminale francese († 2001)
- 1920 - John Paul Stevens, giurista statunitense († 2019)
- 1920 - Teseo Taddia, martellista italiano († 1982)
- 1920 - Gianrico Tedeschi, attore e doppiatore italiano († 2020)
- 1921 - Clinio Misserville, militare italiano († 1962)
- 1922 - Dante Bernini, vescovo cattolico italiano († 2019)
- 1922 - Daniele D'Anza, regista e sceneggiatore italiano († 1984)
- 1922 - Bob Hamilton, cestista e allenatore di pallacanestro statunitense († 1995)
- 1922 - Salvatore La Barbera, mafioso italiano († 1963)
- 1922 - Carolina Lama, violista italiana († 2014)
- 1922 - Tasos Livaditis, poeta greco († 1988)
- 1922 - Renzo Orvieto, pittore, scultore e partigiano italiano († 1999)
- 1922 - Daniele Vargas, attore italiano († 1981)
- 1923 - Antonino Buttafuoco, politico italiano († 2005)
- 1923 - Fred Iltis, fotografo statunitense († 2008)
- 1923 - Antonio Núñez Jiménez, rivoluzionario, politico e geografo cubano († 1998)
- 1923 - Madre Angelica, badessa e personaggio televisivo statunitense († 2016)
- 1923 - Tito Puente, musicista statunitense († 2000)
- 1923 - Jorge Romo Fuentes, calciatore messicano († 2014)
- 1924 - Sansón, calciatore spagnolo († 2012)
- 1924 - Nina Foch, attrice olandese († 2008)
- 1924 - Cristóbal Garcés Larrea, poeta e critico letterario ecuadoriano († 2017)
- 1924 - Leslie Phillips, attore britannico († 2022)
- 1924 - Paolo Rosi, rugbista a 15, giornalista e telecronista sportivo italiano († 1997)
- 1925 - Italo Acconcia, allenatore di calcio e calciatore italiano († 1983)
- 1925 - Vincenzo Assennato, politico italiano († 1977)
- 1925 - Vinicio Brandani, ingegnere e astrologo italiano († 2023)
- 1925 - Roberto Coll, calciatore argentino († 2013)
- 1925 - Libereso Guglielmi, botanico italiano († 2016)
- 1925 - Giancarlo Sangregorio, scultore italiano († 2013)
- 1925 - Ernie Stautner, giocatore di football americano e allenatore di football americano tedesco († 2006)
- 1926 - Bernile Nienau, tedesca († 1943)
- 1926 - Enzo Liberti, attore, doppiatore e regista italiano († 1986)
- 1927 - Giuseppe Barbero, economista e sociologo italiano
- 1927 - Mirian Calkalamanidze, lottatore sovietico († 2000)
- 1927 - Roger Decock, ciclista su strada belga († 2020)
- 1927 - Phil Hill, pilota automobilistico statunitense († 2008)
- 1927 - Ilona d'Asburgo-Lorena, nobile ungherese († 2011)
- 1927 - Karl Alexander Müller, fisico svizzero († 2023)
- 1927 - Guido Petter, psicologo e scrittore italiano († 2011)
- 1927 - Mario Pilar, attore francese
- 1927 - Nagendra Prasad Rijal, politico nepalese († 1994)
- 1927 - Enzo Sordello, baritono italiano († 2008)
- 1928 - Gordon Audley, pattinatore di velocità su ghiaccio canadese († 2012)
- 1928 - Robert Byrne, scacchista e giornalista statunitense († 2013)
- 1928 - Georg Eisler, pittore austriaco († 1998)
- 1928 - Charles David Keeling, chimico statunitense († 2005)
- 1928 - Domenico Lo Vasco, politico e avvocato italiano († 2020)
- 1928 - Ken Murray, cestista e allenatore di pallacanestro statunitense († 2008)
- 1928 - Norman Uprichard, calciatore nordirlandese († 2011)
- 1928 - Armin von Büren, ciclista su strada e pistard svizzero († 2018)
- 1929 - Graziella Berti, archeologa italiana († 2013)
- 1929 - Domenico Corcione, generale italiano († 2020)
- 1929 - Emilio Giletti, pilota automobilistico italiano († 2020)
- 1929 - Vadim Jusov, direttore della fotografia russo († 2013)
- 1930 - Lluís Brines Selfa, musicista e compositore spagnolo († 2011)
- 1930 - Ivo Fürer, vescovo cattolico svizzero († 2022)
- 1930 - Gordon Hamilton-Fairley, oncologo australiano († 1975)
- 1930 - Hilde Hofherr, ex sciatrice alpina e dirigente sportiva austriaca
- 1930 - Stuart Lewis-Evans, pilota di Formula 1 britannico († 1958)
- 1930 - Bobby Simpson, giocatore di football americano, cestista e dirigente sportivo canadese († 2007)
- 1931 - Lee Hamilton, politico statunitense
- 1931 - Louis Pouzin, informatico francese
- 1932 - Ralph Alfidi, medico statunitense († 2012)
- 1932 - Jędrzej Bednarowicz, ex cestista polacco
- 1932 - Myriam Bru, attrice francese
- 1932 - Rosa Lobato de Faria, poetessa, paroliera e attrice portoghese († 2010)
- 1932 - Norby Walters, imprenditore statunitense († 2023)
- 1932 - Trifon Xhagjika, militare, poeta e giornalista albanese († 1963)
- 1933 - George R. Robertson, attore canadese († 2023)
- 1933 - Giuliana Rossi, attrice italiana († 2005)
- 1934 - Robert DoQui, attore e doppiatore statunitense († 2008)
- 1934 - Romano Misserville, politico e avvocato italiano († 2021)
- 1934 - Tuccio Musumeci, attore italiano
- 1935 - Jon Arnett, giocatore di football americano statunitense († 2021)
- 1935 - Mario Camus, regista e sceneggiatore spagnolo († 2021)
- 1935 - Warren Casey, compositore, paroliere e librettista statunitense († 1988)
- 1935 - Francesco Compasso, avvocato, giornalista e politico italiano († 1997)
- 1935 - Tomás Osvaldo González Morales, vescovo cattolico cileno († 2022)
- 1935 - Eberhard Mehl, schermidore tedesco († 2002)
- 1935 - Carlo Mupo, calciatore italiano († 2023)
- 1935 - Daniele Pace, cantante, paroliere e compositore italiano († 1985)
- 1935 - Gary Raymond, attore britannico
- 1936 - Modestino Acone, politico italiano
- 1936 - Alfonso di Borbone Dampierre, nobile spagnolo († 1989)
- 1936 - Alvaro Cardin, politico italiano
- 1936 - Lisa Davis, attrice britannica
- 1936 - Shigeyoshi Kasahara, allenatore di pallacanestro giapponese
- 1936 - Giuseppe Mottola, politico italiano († 2007)
- 1936 - Ezio Ranaldi, compositore italiano
- 1936 - Pat Roberts, politico statunitense
- 1936 - Rolando Rocchi, cestista e allenatore di pallacanestro italiano († 1983)
- 1937 - Walter Chyzowych, calciatore e allenatore di calcio polacco († 1994)
- 1937 - Amalia Ercoli-Finzi, ingegnera e filantropa italiana
- 1937 - Josef Stiegler, ex sciatore alpino e allenatore di sci alpino austriaco
- 1937 - George Takei, attore e attivista statunitense
- 1937 - Ivica Šangulin, allenatore di calcio e calciatore croato († 2012)
- 1938 - Daniel Mark Buechlein, arcivescovo cattolico statunitense († 2018)
- 1938 - Chiung Yao, scrittrice taiwanese († 2024)
- 1938 - Betty Cuthbert, velocista australiana († 2017)
- 1938 - Aldo Di Gennaro, fumettista e illustratore italiano
- 1938 - José Díaz, ex calciatore argentino
- 1938 - David E. H. Jones, chimico e divulgatore scientifico britannico († 2017)
- 1938 - Manfred Kinder, ex velocista, mezzofondista e allenatore di atletica leggera tedesco
- 1938 - Bernard Malivoire, canottiere francese († 1982)
- 1938 - Hubert Miller, ex calciatore polacco
- 1938 - Igor' Dmitrievič Sergeev, generale russo († 2006)
- 1938 - Johnny Tillotson, cantante statunitense († 2025)
- 1938 - Gianfranco Urbani, mafioso italiano († 2014)
- 1938 - Giovanni Vastola, calciatore e allenatore di calcio italiano († 2017)
- 1938 - Heinz J. Duell, artista, pittore e illustratore tedesco († 2001)
- 1939 - Peter S. Beagle, scrittore statunitense
- 1939 - Gro Harlem Brundtland, medico e politica norvegese
- 1939 - Joe Camp, regista e sceneggiatore statunitense († 2024)
- 1939 - Camille Dimmer, calciatore e politico lussemburghese († 2023)
- 1939 - Katherine V. Forrest, scrittrice canadese
- 1939 - Vyvyan Lorrayne, danzatrice sudafricana († 2022)
- 1939 - Maurizio Nannucci, artista italiano
- 1940 - Susy Andersen, attrice cinematografica italiana
- 1940 - Maria Cristina Brancucci, cantante italiana († 2022)
- 1940 - Domenico Cozzupoli, politico italiano
- 1940 - Jan Cremer, scrittore olandese († 2024)
- 1940 - Jacques Duquesne, calciatore belga († 2023)
- 1940 - James Gammon, attore statunitense († 2010)
- 1940 - Antonio Mattiazzo, arcivescovo cattolico italiano
- 1940 - Pilar Miró, regista e sceneggiatrice spagnola († 1997)
- 1940 - Sauro Sedioli, politico italiano
- 1940 - Giovanni Ticci, fumettista italiano
- 1941 - Gino Corradini, ex sollevatore italiano
- 1941 - Mustafa Hasanagić, calciatore e dirigente sportivo jugoslavo († 2023)
- 1941 - Karl Walter Kamper, astronomo statunitense († 1998)
- 1941 - David Leland, regista, sceneggiatore e attore britannico († 2023)
- 1941 - Roberto Madrigal, tuffatore messicano
- 1941 - Józef Michalik, arcivescovo cattolico polacco
- 1941 - Ryan O'Neal, attore statunitense († 2023)
- 1941 - Roberto Perpignani, montatore italiano
- 1941 - Friedhelm Prayon, archeologo e etruscologo tedesco
- 1941 - Bernar Venet, scultore francese
- 1941 - Marcello Veneziale, magistrato e politico italiano
- 1942 - Gian Mario Cazzaniga, filosofo e politico italiano
- 1942 - Silvia Federici, sociologa, filosofa e attivista italiana
- 1942 - Hank Finkel, ex cestista statunitense
- 1942 - Roberto Freire, avvocato e politico brasiliano
- 1942 - Marc Luyckx Ghisi, saggista belga
- 1942 - Ha Jung-won, ex calciatore nordcoreano
- 1942 - Zoltán Nemere, schermidore ungherese († 2001)
- 1942 - Casimir Oyé-Mba, politico gabonese († 2021)
- 1942 - Arto Paasilinna, scrittore, giornalista e poeta finlandese († 2018)
- 1942 - Teresa Piergentili, attrice italiana
- 1942 - Giacomo Rosini, politico italiano († 2001)
- 1942 - Ralf Schermuly, attore e doppiatore tedesco († 2017)
- 1942 - Giuseppe Visca, politico italiano
- 1942 - Jimmy Wilson, ex calciatore scozzese
- 1943 - Giampiero Borghini, politico, giornalista e traduttore italiano
- 1943 - Gianfrancesco Borghini, politico italiano
- 1943 - Francesco Desaymonet, ex ciclista su strada italiano
- 1943 - Fleury Di Nallo, ex calciatore francese
- 1943 - John Eliot Gardiner, direttore d'orchestra britannico
- 1943 - Jamie Gillis, attore pornografico statunitense († 2010)
- 1943 - Gabriele Renzulli, politico italiano († 2023)
- 1943 - Edie Sedgwick, modella e attrice statunitense († 1971)
- 1943 - Ian Watson, scrittore e sceneggiatore britannico
- 1943 - Ortensio Zecchino, storico e politico italiano
- 1943 - Pier Luigi Zollo, attore e doppiatore italiano († 2005)
- 1944 - Fiorella Alderighi, ex cestista italiana
- 1944 - George Bowers, montatore e regista statunitense († 2012)
- 1944 - Cesare Giuseppe De Michelis, filologo, storico e letterato italiano
- 1944 - Luisa De Santis, attrice e cantante italiana
- 1944 - Michael Mendl, attore tedesco
- 1944 - Frank Olafsen, ex hockeista su ghiaccio e ex calciatore norvegese
- 1945 - Michael Brandon, attore statunitense
- 1945 - Stefano Docimo, scrittore e poeta italiano († 2014)
- 1945 - Géza Fejér, ex discobolo ungherese
- 1945 - Judith O'Dea, attrice statunitense
- 1945 - Gregory Olsen, imprenditore e ingegnere statunitense
- 1945 - Steve Spurrier, ex giocatore di football americano e allenatore di football americano statunitense
- 1945 - Naftali Temu, mezzofondista e maratoneta keniota († 2003)
- 1945 - Jimmy Winston, musicista e attore britannico († 2020)
- 1946 - Sabine Bergmann-Pohl, medico e politica tedesca
- 1946 - Giancarlo Bosetti, giornalista e scrittore italiano
- 1946 - Marcel Botton, economista francese
- 1946 - Richard Brent, matematico e informatico australiano
- 1946 - Edwin C. Brock, egittologo statunitense († 2015)
- 1946 - Sandro Chia, artista, pittore e scultore italiano
- 1946 - Pietro D'Elia, ex arbitro di calcio italiano
- 1946 - Fedor den Hertog, ciclista su strada e pistard olandese († 2011)
- 1946 - Ricardo Maduro, politico honduregno
- 1946 - Philippe Muller, violoncellista francese
- 1946 - Gordon Smiley, pilota automobilistico statunitense († 1982)
- 1946 - Joel Spencer, matematico statunitense
- 1946 - Hal Yamanouchi, attore, mimo e ballerino giapponese
- 1947 - Carlo Carpinelli, politico italiano
- 1947 - Giorgio Corbellini, vescovo cattolico italiano († 2019)
- 1947 - Hans-Johann Färber, ex canottiere tedesco
- 1947 - Olga Karlatos, attrice greca
- 1947 - Luigi Maifredi, ex calciatore e allenatore di calcio italiano
- 1947 - Dino Manetta, vignettista e animatore italiano († 2018)
- 1947 - Ken Scott, tecnico del suono britannico
- 1947 - Vasilij Serafimovič Sinajskij, direttore d'orchestra e pianista russo
- 1947 - Björn Skifs, cantautore, attore e sceneggiatore svedese
- 1947 - Viktor Suvorov, storico, scrittore e ex agente segreto russo
- 1948 - Renato Brioschi, cantautore e compositore italiano
- 1948 - Gheorge Danielov, canoista rumeno († 2017)
- 1948 - Gregory Itzin, attore statunitense († 2022)
- 1948 - Silvano Martello, ingegnere italiano
- 1948 - Paul Milgrom, economista statunitense
- 1948 - Alfio Molina, ex hockeista su ghiaccio svizzero
- 1948 - Enzo Moscato, drammaturgo, regista e attore italiano († 2024)
- 1948 - Juan Ramón Martínez, calciatore salvadoregno († 2024)
- 1948 - Adolf Lu Hitler Marak, politico indiano
- 1949 - Veronica Cartwright, attrice britannica
- 1949 - Toller Cranston, pattinatore artistico su ghiaccio canadese († 2015)
- 1949 - Massimo D'Alema, politico, giornalista e scrittore italiano
- 1949 - Jessica Lange, attrice e ex modella statunitense
- 1949 - Brian Libby, attore statunitense († 2021)
- 1949 - Aleksandr Mal'cev, ex hockeista su ghiaccio sovietico
- 1949 - John Ostrander, fumettista statunitense
- 1949 - Bernard Quilfen, ciclista su strada e dirigente sportivo francese († 2022)
- 1950 - Sergio Cabrera, regista e diplomatico colombiano
- 1950 - Humberto Coelho, ex calciatore e allenatore di calcio portoghese
- 1950 - Steve Erickson, scrittore, saggista e critico cinematografico statunitense
- 1950 - Arne Haslie, ex calciatore norvegese
- 1950 - Aleksandr Ivanovič Lebed', generale e politico russo († 2002)
- 1950 - Mario Pirovano, attore teatrale italiano
- 1951 - Amos Benevelli, ex cestista italiano
- 1951 - Alan Buckley, allenatore di calcio e ex calciatore inglese
- 1951 - Carmine De Santis, politico e poliziotto italiano († 2000)
- 1951 - Louise Jameson, attrice britannica
- 1951 - Luther Vandross, cantautore statunitense († 2005)
- 1952 - Dan Benishek, politico statunitense († 2021)
- 1952 - Dave Currier, dirigente d'azienda e ex sciatore alpino statunitense
- 1952 - Guy Evéquoz, ex schermidore svizzero
- 1952 - Djilali Khellas, scrittore algerino
- 1952 - David Leaf, scrittore, regista e produttore cinematografico statunitense
- 1952 - Božidar Maljković, allenatore di pallacanestro serbo
- 1953 - Luigi Ceccarelli, compositore italiano
- 1953 - Sebastian Faulks, scrittore e giornalista britannico
- 1953 - Andrea Lenzi, medico italiano
- 1953 - Raad Hammoudi, ex calciatore iracheno
- 1953 - James Chance, sassofonista e cantautore statunitense († 2024)
- 1953 - Henry Viáfara, ex calciatore colombiano
- 1953 - Carrie Mae Weems, artista statunitense
- 1954 - Carlo Chenis, vescovo cattolico italiano († 2010)
- 1954 - Wilma Dias, attrice, ballerina e showgirl brasiliana († 1991)
- 1954 - Ralph Drollinger, ex cestista statunitense
- 1954 - Lou A. Kouvaris, chitarrista statunitense († 2020)
- 1954 - Carlo Alessandro Landini, compositore, saggista e poeta italiano
- 1954 - Ngô Xuân Lịch, generale e politico vietnamita
- 1954 - Gianluigi Pegolo, politico italiano
- 1954 - Ralph Pichler, bobbista svizzero
- 1954 - Mieke Vogels, politica belga
- 1955 - Gilles Brassard, informatico canadese
- 1955 - Vito De Lorentis, ex calciatore italiano
- 1955 - Dody Dorn, montatrice statunitense
- 1955 - Pietro Greco, giornalista, conduttore radiofonico e autore televisivo italiano († 2020)
- 1955 - David Krmpotich, ex canottiere statunitense
- 1955 - Donald Pettit, astronauta statunitense
- 1955 - Mariella Picasso, ex cestista peruviana
- 1955 - Francesco Prina, architetto e politico italiano
- 1955 - Svante Pääbo, biologo e genetista svedese
- 1955 - Marie Risby, ex fondista svedese
- 1955 - René Valenzuela, ex calciatore cileno
- 1955 - Armin Vilas, ex bobbista e ex ostacolista austriaco
- 1955 - Xi Meijuan, attrice cinese
- 1956 - Kakha Bendukidze, politico e imprenditore georgiano († 2014)
- 1956 - Peter Chelsom, regista e attore britannico
- 1956 - Franco Danieli, politico italiano
- 1956 - Prudencio Norales, ex calciatore honduregno
- 1957 - Andrea Agostinelli, allenatore di calcio e ex calciatore italiano
- 1957 - Lluís Homar, attore e direttore teatrale spagnolo
- 1957 - Dag Vidar Kristoffersen, allenatore di calcio norvegese
- 1957 - Christian Rätsch, antropologo e scrittore tedesco († 2022)
- 1957 - Geraint Wyn Davies, attore, regista e produttore televisivo britannico
- 1958 - Stefano Bettarello, ex rugbista a 15 e allenatore di rugby a 15 italiano
- 1958 - Dragan Đokanović, politico bosniaco
- 1958 - Vjačeslav Fetisov, ex hockeista su ghiaccio, allenatore di hockey su ghiaccio e politico russo
- 1958 - Gero Grassi, politico, giornalista e scrittore italiano
- 1958 - Slavenko Kuzeljević, allenatore di calcio e ex calciatore serbo
- 1958 - Anna Praderio, giornalista, autrice televisiva e conduttrice televisiva italiana
- 1958 - Sergej Starikov, allenatore di hockey su ghiaccio e ex hockeista su ghiaccio sovietico
- 1959 - Jean-Yves Ferri, fumettista francese
- 1959 - Juan Antonio Guerrero Alves, presbitero e gesuita spagnolo
- 1959 - Wim Hof, sportivo olandese
- 1959 - Clint Howard, attore statunitense
- 1959 - Boris Kokorev, tiratore a segno russo († 2018)
- 1959 - Paolo Lepori, ex canoista italiano
- 1959 - Stefano Manetti, vescovo cattolico italiano
- 1959 - Paola Morra, attrice italiana
- 1959 - Yuji Okumoto, attore statunitense
- 1959 - Paolo Tassetto, preparatore atletico italiano
- 1959 - James Wong, regista, sceneggiatore e produttore televisivo statunitense
- 1960 - Simon Beckett, scrittore e giornalista inglese
- 1960 - Diego Rodríguez Fernández, allenatore di calcio e ex calciatore spagnolo
- 1960 - Miguel Díaz-Canel, politico e ingegnere cubano
- 1960 - Debbie Flintoff-King, ex ostacolista e velocista australiana
- 1960 - Sherry Hormann, regista e sceneggiatrice statunitense
- 1960 - Jelica Komnenović, ex cestista jugoslava
- 1960 - Marina Monti, ex cestista italiana
- 1960 - Marlies Rostock, ex fondista tedesca
- 1960 - Obdulio Trasante, ex calciatore uruguaiano
- 1961 - Paolo Barilla, imprenditore e ex pilota automobilistico italiano
- 1961 - Gloria, cantante italiana
- 1961 - Roberto Cotti, politico italiano
- 1961 - Éric Dupond-Moretti, avvocato e politico francese
- 1961 - Outi Koski, ex cestista finlandese
- 1961 - Francesco La Rosa, dirigente sportivo e ex calciatore italiano
- 1961 - Konstantin Lavronenko, attore russo
- 1961 - Don Mattingly, ex giocatore di baseball statunitense
- 1961 - Corrado Micalef, allenatore di hockey su ghiaccio e ex hockeista su ghiaccio canadese
- 1961 - Mike Pniewski, attore statunitense
- 1962 - Andrea Ballarin, liutaio italiano
- 1962 - Romano Benet, alpinista italiano
- 1962 - John Herbert, ex triplista, ex bobbista e allenatore di atletica leggera britannico
- 1962 - Sigurður Ingi Jóhannsson, politico islandese
- 1962 - Volodymyr Ljutyj, allenatore di calcio e ex calciatore ucraino
- 1962 - Thomas Schwab, ex slittinista tedesco occidentale
- 1962 - Peter Segal, regista e produttore cinematografico statunitense
- 1962 - Brian Shimer, ex bobbista statunitense
- 1962 - Sanjaasürengiin Zorig, politico mongolo († 1998)
- 1963 - Željko Bajčeta, ex calciatore jugoslavo
- 1963 - Tony Barber, musicista britannico
- 1963 - Gianfranco Gallone, arcivescovo cattolico italiano
- 1963 - Brett Garsed, chitarrista australiano
- 1963 - Maurício Gugelmin, ex pilota automobilistico brasiliano
- 1963 - Manuel Herreros, pilota motociclistico spagnolo
- 1963 - Gigi Marulla, calciatore e allenatore di calcio italiano († 2015)
- 1963 - Fermin Muguruza, cantautore, chitarrista e produttore discografico spagnolo
- 1963 - Matteo Piantedosi, prefetto e politico italiano
- 1963 - Rachel Whiteread, scultrice, incisore e designer britannica
- 1963 - Aubrey de Grey, inglese
- 1964 - Irma d'Alessandro, giornalista italiana
- 1964 - Vetle Andersen, ex calciatore norvegese
- 1964 - Crispin Glover, attore, regista e sceneggiatore statunitense
- 1964 - Andreas Kantīlos, ex calciatore cipriota
- 1964 - Wiliame Katonivere, politico e militare figiano
- 1964 - Ingrid Lieten, politica belga
- 1964 - Katherina Matousek, ex pattinatrice artistica su ghiaccio canadese
- 1964 - Massimo Morales, allenatore di calcio italiano
- 1964 - Big Guido, ex wrestler e attore statunitense
- 1964 - Andy Serkis, attore e regista britannico
- 1964 - Rosalynn Sumners, ex pattinatrice artistica su ghiaccio statunitense
- 1964 - Serafin Zubiri, cantante e pianista spagnolo
- 1965 - Cindy Axne, politica statunitense
- 1965 - Evan Dorkin, fumettista e animatore statunitense
- 1965 - Didier Faivre-Pierret, ex ciclista su strada francese
- 1965 - Bernardo Fernandes da Silva, ex calciatore brasiliano
- 1965 - Antônio Gouveia, ex pallavolista e ex giocatore di beach volley brasiliano
- 1965 - Erik Hämäläinen, ex hockeista su ghiaccio finlandese
- 1965 - Marco Lietti, ex ciclista su strada italiano
- 1965 - April March, cantante statunitense
- 1965 - Karen Poniachik, politica e giornalista cilena († 2022)
- 1965 - Mahdi Redha, allenatore di calcio emiratino
- 1965 - Daniela Sanzone, giornalista e conduttrice televisiva italiana
- 1965 - Eiko Shimamiya, cantante giapponese
- 1965 - Rolf Sørensen, dirigente sportivo e ex ciclista su strada danese
- 1966 - Andrea Adriatico, regista teatrale e regista cinematografico italiano
- 1966 - David Chalmers, filosofo australiano
- 1966 - David Filo, imprenditore e informatico statunitense
- 1966 - Harry Fougiaxis, compositore di scacchi greco
- 1966 - Roberto Garofoli, magistrato e dirigente pubblico italiano
- 1966 - Peter Hasselblad, ex hockeista su ghiaccio svedese
- 1966 - Luca Pesando, ex sciatore alpino e allenatore di sci alpino italiano
- 1966 - Geminello Preterossi, filosofo italiano
- 1966 - Samantha Thornton, ex cestista australiana
- 1966 - Fulvio Valle, giocatore di baseball italiano
- 1967 - Marco Hangl, ex sciatore alpino svizzero
- 1967 - Tahir Karapınar, allenatore di calcio, dirigente sportivo e ex calciatore turco
- 1967 - Leonardo Manera, comico, cabarettista e attore italiano
- 1967 - Alan McLoughlin, calciatore e allenatore di calcio irlandese († 2021)
- 1967 - Anouchka van Miltenburg, politica olandese
- 1967 - Mike Portnoy, batterista statunitense
- 1967 - Townsend Saunders, ex lottatore statunitense
- 1967 - Gilles Simeoni, avvocato e politico francese
- 1967 - Marlis Spescha, ex sciatrice alpina svizzera
- 1967 - Mari Yamazaki, fumettista giapponese
- 1968 - Battlecat, beatmaker statunitense
- 1968 - Simon Chemoiywo, ex maratoneta e ex mezzofondista keniota
- 1968 - Evelin Ilves, politica e giornalista estone
- 1968 - Kazuaki Kiriya, regista e fotografo giapponese
- 1968 - DeDee Nathan, ex multiplista statunitense
- 1968 - Lorenzo Rubinacci, allenatore di calcio italiano
- 1968 - Isaac Semitoje, ex calciatore nigeriano
- 1968 - Francesco Siciliano, attore e produttore televisivo italiano
- 1968 - Arkadiusz Skrzypaszek, ex pentatleta polacco
- 1968 - Roman Virastjuk, pesista ucraino († 2019)
- 1968 - Jens Weidmann, economista tedesco
- 1968 - William deVry, attore canadese
- 1969 - Maurizio Aloise, arcivescovo cattolico italiano
- 1969 - Īlias Atmatsidīs, allenatore di calcio e ex calciatore greco
- 1969 - Felix Baumgartner, paracadutista e base jumper austriaco († 2025)
- 1969 - Geir Björklund, scrittore norvegese
- 1969 - Joaquín del Olmo, ex calciatore messicano
- 1969 - Christian Di Domenico, attore teatrale italiano
- 1969 - Wulf Dorn, scrittore tedesco
- 1969 - Eduardo Gallardo, allenatore di pallamano argentino
- 1969 - Gabriella Germani, imitatrice e attrice italiana
- 1969 - Roland Halm, ex cestista e dirigente sportivo ungherese
- 1969 - Jan van Halst, dirigente sportivo e ex calciatore olandese
- 1969 - Diego Herrera, ex calciatore ecuadoriano
- 1969 - Alberto Herreros, ex cestista spagnolo
- 1969 - Erik Holtan, allenatore di calcio e ex calciatore norvegese
- 1969 - Seiichi Negishi, ex calciatore e ex giocatore di calcio a 5 giapponese
- 1969 - Xavier Novell Gomá, vescovo cattolico spagnolo
- 1969 - Joan Peñarroya, allenatore di pallacanestro e ex cestista spagnolo
- 1969 - Emile Youmbi, artista camerunese
- 1969 - Ziauddin Yousafzai, attivista pakistano
- 1970 - Massimiliano Alvini, allenatore di calcio e ex calciatore italiano
- 1970 - Artëm Chadžibekov, ex tiratore a segno russo
- 1970 - Avishai Cohen, contrabbassista, compositore e cantante israeliano
- 1970 - Scott Cooper, regista, sceneggiatore e produttore cinematografico statunitense
- 1970 - Sarah Gavron, regista britannica
- 1970 - Kęstutis Kemzūra, allenatore di pallacanestro e ex cestista lituano
- 1970 - Shemar Moore, attore e modello statunitense
- 1970 - Herbert Nitsch, apneista austriaco
- 1970 - Krister Sørgård, ex fondista norvegese
- 1970 - Adam Wójcik, cestista polacco († 2017)
- 1971 - Filippo Fiumefreddo, ex lottatore italiano
- 1971 - Carla Geurts, ex nuotatrice olandese
- 1971 - Niall Hogan, ex rugbista a 15 e medico irlandese
- 1971 - Allan Houston, ex cestista e dirigente sportivo statunitense
- 1971 - José Antonio Paraíso, ex cestista spagnolo
- 1971 - Sun Minghui, ex calciatore e ex giocatore di calcio a 5 cinese
- 1971 - Mikey Welsh, bassista statunitense († 2011)
- 1972 - Bawa Abdullahi, ex calciatore e ex giocatore di calcio a 5 nigeriano
- 1972 - Dorota Bukowska, ex cestista polacca
- 1972 - Carmen Electra, modella, attrice e cantante statunitense
- 1972 - Luis Gómez, ex calciatore ecuadoriano
- 1972 - Svetlana Išmuratova, biatleta e fondista russa
- 1972 - Željko Joksimović, cantante, compositore e musicista serbo
- 1972 - Marko Kon, cantante serbo
- 1972 - Mamta Kulkarni, attrice indiana
- 1972 - Elena Lasconi, politica, giornalista e conduttrice radiofonica rumena
- 1972 - Lê Huỳnh Đức, allenatore di calcio e ex calciatore vietnamita
- 1972 - Stephen Marley, cantante, chitarrista e produttore discografico giamaicano
- 1972 - Jørgen Rangnes, ex calciatore norvegese
- 1972 - Maksym Tymošenko, antropologo ucraino
- 1973 - Zbyněk Hauzr, ex calciatore ceco
- 1973 - Guillermo Jara, ex calciatore statunitense
- 1973 - Itula Mili, ex giocatore di football americano statunitense
- 1973 - Lamond Murray, ex cestista statunitense
- 1973 - Gabry Ponte, disc jockey, produttore discografico e conduttore radiofonico italiano
- 1973 - Julie Powell, scrittrice e blogger statunitense († 2022)
- 1973 - Toshihide Saitō, allenatore di calcio e ex calciatore giapponese
- 1973 - Nuno Santos, allenatore di calcio e ex calciatore portoghese
- 1973 - Mario Staderini, politico italiano
- 1974 - Tina Cousins, cantante britannica
- 1974 - Fabio Genovesi, scrittore italiano
- 1974 - Marvin Harriott, ex calciatore inglese
- 1974 - Justin Harrison, rugbista a 15 e allenatore di rugby a 15 australiano
- 1974 - Karl Muggeridge, pilota motociclistico australiano
- 1974 - Tōru Oniki, allenatore di calcio e ex calciatore giapponese
- 1975 - Nuno Campos, allenatore di calcio e ex calciatore portoghese
- 1975 - Federico Crovari, dirigente sportivo e ex calciatore italiano
- 1975 - Atifete Jahjaga, politica kosovara
- 1975 - Lisa Langseth, sceneggiatrice e regista svedese
- 1975 - Killer Mike, rapper statunitense
- 1975 - John van de Ruit, scrittore e attore sudafricano
- 1976 - Aldo Bobadilla, allenatore di calcio e ex calciatore uruguaiano
- 1976 - Vladimir Bogojevič, ex cestista e allenatore di pallacanestro bosniaco
- 1976 - Ümit Bozkurt, allenatore di calcio e ex calciatore turco
- 1976 - Carla Brunozzi, ex calciatrice e ex giocatrice di calcio a 5 italiana
- 1976 - Andrew Ernemann, ex sciatore alpino statunitense
- 1976 - Elisa Forlucci, ex calciatrice italiana
- 1976 - Shay Given, allenatore di calcio e ex calciatore irlandese
- 1976 - Joey Lawrence, attore e cantante statunitense
- 1976 - Alicia López, ex cestista spagnola
- 1976 - Calvin Marlin, allenatore di calcio e ex calciatore sudafricano
- 1976 - Chris Mason, ex hockeista su ghiaccio canadese
- 1976 - Lenka Němečková, ex tennista ceca
- 1976 - Trey Radel, politico, giornalista e conduttore radiofonico statunitense
- 1976 - Ramachandran Ramesh, scacchista indiano
- 1976 - Georgina Rylance, attrice inglese
- 1976 - Fuminori Ujihara, comico giapponese
- 1976 - Sōtarō Yasunaga, ex calciatore e allenatore di calcio giapponese
- 1977 - Alejandro Cichero, ex calciatore venezuelano
- 1977 - Monalisa Codling, ex rugbista a 15 e dirigente d'azienda neozelandese
- 1977 - Filippo Cristante, allenatore di calcio e ex calciatore italiano
- 1977 - Michael Franks, ex calciatore canadese
- 1977 - Jon Hugger, wrestler statunitense
- 1977 - Viorel Iordăchescu, scacchista moldavo
- 1977 - Iñaki Isasi, dirigente sportivo e ex ciclista su strada spagnolo
- 1977 - Markus Kreuz, ex calciatore tedesco
- 1977 - Yves Larock, disc jockey e produttore discografico svizzero
- 1977 - Julija Majarčuk, attrice ucraina
- 1977 - Meelis Rooba, ex calciatore e ex giocatore di calcio a 5 estone
- 1977 - Gianluigi Rozza, matematico e ingegnere italiano
- 1978 - Chrysta Bell, cantautrice, modella e attrice statunitense
- 1978 - Winne, rapper surinamese
- 1978 - Clayne Crawford, attore e regista statunitense
- 1978 - Keitha Dickerson, ex cestista e allenatrice di pallacanestro statunitense
- 1978 - Mathew Hayman, dirigente sportivo e ex ciclista su strada australiano
- 1978 - David Karanka, ex calciatore spagnolo
- 1978 - Rebecca Makkai, scrittrice statunitense
- 1978 - Lauri Pyykönen, ex fondista finlandese
- 1978 - Jennie Reed, ex pistard statunitense
- 1978 - Alessandro Rigotti, doppiatore italiano
- 1978 - Carlos Rodríguez, schermidore venezuelano
- 1978 - David Sánchez, allenatore di tennis e ex tennista spagnolo
- 1978 - Kunihiko Takizawa, ex calciatore giapponese
- 1978 - Stefan Wächter, allenatore di calcio e ex calciatore tedesco
- 1979 - Elie Aiboy, calciatore indonesiano
- 1979 - Wayne Barnes, arbitro di rugby a 15 inglese
- 1979 - Victor Berco, ex calciatore moldavo
- 1979 - Ole Budtz, ex calciatore danese
- 1979 - Ruth Connell, attrice scozzese
- 1979 - Melissa Fazio, ex cestista statunitense
- 1979 - Tuomas Haapala, ex calciatore finlandese
- 1979 - Jussi Hautamäki, ex saltatore con gli sci finlandese
- 1979 - Ana Jiménez Pérez, ex atleta paralimpica cubana
- 1979 - Fady Maalouf, cantante libanese
- 1979 - Ludovic Magnin, allenatore di calcio e ex calciatore svizzero
- 1979 - Nate Marquardt, artista marziale misto statunitense
- 1979 - Jakub Novotný, pallavolista ceco
- 1979 - Tat'jana Polnova, ex astista russa
- 1979 - Carina Round, cantautrice britannica
- 1979 - Gregor Tait, ex nuotatore britannico
- 1979 - Camilla de Castro, attrice pornografica brasiliana († 2005)
- 1980 - Caroline Aubert, ex cestista francese
- 1980 - Waylon, cantante olandese
- 1980 - David Checa, pilota motociclistico spagnolo
- 1980 - Christophe Grégoire, allenatore di calcio e ex calciatore belga
- 1980 - Meryame Kitir, politica belga
- 1980 - Beniamino Lubrini, ex fondista di corsa in montagna italiano
- 1980 - Edward Santana, cestista dominicano
- 1980 - Josef Schild, ex sciatore alpino austriaco
- 1980 - Vibeke Skofterud, fondista norvegese († 2018)
- 1980 - Jasmin Wagner, cantante, attrice e conduttrice televisiva tedesca
- 1981 - Paulo Almeida, ex calciatore brasiliano
- 1981 - Mike Blair, ex rugbista a 15 e allenatore di rugby a 15 britannico
- 1981 - Huke, illustratore giapponese
- 1981 - Tomáš Marek, calciatore ceco
- 1981 - Francesco Mei, doppiatore italiano
- 1981 - Ermal Meta, cantautore, compositore e polistrumentista albanese
- 1981 - Miljan Pavković, allenatore di pallacanestro e ex cestista serbo
- 1981 - Ronald Raldes, ex calciatore boliviano
- 1981 - Sefyu, rapper francese
- 1981 - Angelo Tofalo, politico italiano
- 1982 - Samir Belamri, giocatore di beach soccer francese
- 1982 - Jānis Blūms, ex cestista lettone
- 1982 - B. J. Britt, attore statunitense
- 1982 - Julia Marcell, cantante polacca
- 1982 - Doren Haentsch, schermitrice tedesca
- 1982 - Yoan Luis Haití, ex cestista cubano
- 1982 - Kid Harpoon, produttore discografico, paroliere e cantautore britannico
- 1982 - Sayaka Kamiya, attrice e modella giapponese
- 1982 - Dario Knežević, ex calciatore croato
- 1982 - René Makondele, ex calciatore congolese (Repubblica Democratica del Congo)
- 1982 - Keiichiro Nagashima, pattinatore di velocità su ghiaccio giapponese
- 1982 - Fernando Macedo da Silva, ex calciatore spagnolo
- 1982 - Ismaël N'Diaye, ex cestista e allenatore di pallacanestro ivoriano
- 1982 - Arnoud Okken, mezzofondista olandese
- 1982 - Esther Oyema, sollevatrice nigeriana
- 1982 - Juan Quiroga, ex calciatore argentino
- 1982 - Guwanç Rejepow, calciatore turkmeno
- 1983 - Alela Diane, cantante e compositrice statunitense
- 1983 - Jessica Foley, ex cestista e giocatrice di football australiano australiana
- 1983 - Yuri van Gelder, ginnasta olandese
- 1983 - Danny Granger, ex cestista statunitense
- 1983 - Sebastian Ingrosso, disc jockey, produttore discografico e attore svedese
- 1983 - Miranda Kerr, supermodella australiana
- 1983 - Sébastien Lacroix, ex combinatista nordico francese
- 1983 - Nick Lewis, ex cestista statunitense
- 1983 - Ervin Llani, ex calciatore albanese
- 1983 - Romain Millo-Chluski, ex rugbista a 15 francese
- 1983 - Max Neukirchner, pilota motociclistico tedesco
- 1983 - Gaute Ormåsen, cantante norvegese
- 1983 - Michael dos Santos, pallavolista brasiliano
- 1983 - Fabio Staibano, rugbista a 15 italiano
- 1984 - Sophia Amoruso, imprenditrice e scrittrice statunitense
- 1984 - Quincy Antipas, ex calciatore zimbabwese
- 1984 - Garett Bischoff, wrestler statunitense
- 1984 - John Jairo Castillo, ex calciatore colombiano
- 1984 - Arman Chilmanov, taekwondoka kazako
- 1984 - Nelson Évora, triplista e lunghista capoverdiano
- 1984 - Anthony Fasano, giocatore di football americano statunitense
- 1984 - Dominick Kumbela, ex calciatore della Repubblica Democratica del Congo
- 1984 - Bárbara Lennie, attrice spagnola
- 1984 - Jordan Malone, pattinatore di short track statunitense
- 1984 - Maykon, ex calciatore brasiliano
- 1984 - Ángel Mullera, siepista spagnolo
- 1984 - Emanuele Nicolini, ex nuotatore sammarinese
- 1984 - Edixon Perea, ex calciatore colombiano
- 1984 - Leen van Steensel, ex calciatore olandese
- 1984 - Siwarak Tedsungnoen, calciatore thailandese
- 1984 - Miloš Volešák, ex calciatore slovacco
- 1984 - Mathias Wölfl, ex sciatore alpino e sciatore freestyle tedesco
- 1984 - Mihovil Španja, nuotatore croato
- 1985 - Jozef Adámik, calciatore slovacco
- 1985 - Kamil Chanas, cestista polacco
- 1985 - Tony Craig, calciatore inglese
- 1985 - Ognjen Damnjanović, calciatore serbo
- 1985 - Brad Evans, ex calciatore statunitense
- 1985 - Baye Djiby Fall, allenatore di calcio e ex calciatore senegalese
- 1985 - Felipe Félix, ex calciatore brasiliano
- 1985 - Curt Hawkins, wrestler statunitense
- 1985 - Ehsan Jami, politico iraniano
- 1985 - Juma Kaseja, calciatore tanzaniano
- 1985 - Michał Kościuszko, pilota di rally polacco
- 1985 - Wendell Lissimore, modello statunitense
- 1985 - Billy Magnussen, attore statunitense
- 1985 - Nikolaj Markov, ex calciatore uzbeko
- 1985 - Bergur Midjord, ex calciatore faroese
- 1985 - Pavle Ninkov, calciatore serbo
- 1985 - Brent Seabrook, ex hockeista su ghiaccio canadese
- 1985 - Nina Žižić, cantante montenegrina
- 1986 - Ali Al Saadi, calciatore libanese
- 1986 - Julien Bahain, canottiere francese
- 1986 - Siebe Blondelle, ex calciatore belga
- 1986 - Marco Borromei, sceneggiatore italiano
- 1986 - Vladimer Dvalishvili, ex calciatore georgiano
- 1986 - Ryan Fenech, ex calciatore maltese
- 1986 - Stefan Frei, calciatore svizzero
- 1986 - Jonas Aaen Jørgensen, ex ciclista su strada danese
- 1986 - Onur Kaya, calciatore belga
- 1986 - Ivan Maraš, cestista montenegrino
- 1986 - John Matkin, calciatore statunitense
- 1986 - Halina Mlynková, cantante ceca
- 1986 - Agnese Ricco, ex calciatrice italiana
- 1986 - Natalia Sikora, cantante e attrice polacca
- 1986 - Dane Watts, ex cestista statunitense
- 1987 - Khalid Al-Rashidi, calciatore kuwaitiano
- 1987 - John Patrick Amedori, attore statunitense
- 1987 - Fabrice Begeorgi, ex calciatore francese
- 1987 - Abebaw Butako, calciatore etiope
- 1987 - Chun Woo-hee, attrice sudcoreana
- 1987 - Maciej Dąbrowski, calciatore polacco
- 1987 - Dario Đaković, ex calciatore austriaco
- 1987 - Heimir Einarsson, ex calciatore islandese
- 1987 - Damián Escudero, ex calciatore argentino
- 1987 - Ahmed Hassan Mekky, ex calciatore egiziano
- 1987 - Avilés Hurtado, calciatore colombiano
- 1987 - Ammar Jemal, ex calciatore tunisino
- 1987 - Thorsten Kirschbaum, calciatore tedesco
- 1987 - Michael Klauß, calciatore tedesco
- 1987 - Dragan Labović, cestista serbo († 2025)
- 1987 - Hayden Paddon, pilota di rally neozelandese
- 1987 - Praxis Rabemananjara, calciatore malgascio
- 1987 - Angel Robinson, ex cestista statunitense
- 1987 - Anna Rossinelli, cantautrice svizzera
- 1987 - José de la Torre, attore spagnolo († 2024)
- 1988 - Brandon Belt, giocatore di baseball statunitense
- 1988 - Nick Bonino, hockeista su ghiaccio statunitense
- 1988 - Sonia Borriero, sollevatrice e judoka italiana
- 1988 - Sofia Bruscoli, modella, showgirl e conduttrice televisiva italiana
- 1988 - Heleen Jaques, ex calciatrice belga
- 1988 - Tommaso Lazotti, attore italiano
- 1988 - Volodymyr Lysenko, calciatore ucraino
- 1988 - Alyssa Naeher, calciatrice statunitense
- 1988 - Gaëlle Nayo-Ketchanke, sollevatrice francese
- 1988 - Chiara Rossi, cestista italiana
- 1988 - John Ogu, calciatore nigeriano
- 1988 - Kévin Zougoula, calciatore ivoriano
- 1989 - Henri Aalto, ex calciatore finlandese
- 1989 - Dejan Babić, allenatore di calcio e ex calciatore serbo
- 1989 - Charles Bay, ex giocatore di football americano statunitense
- 1989 - Alex Black, attore statunitense
- 1989 - Bocão, giocatore di calcio a 5 brasiliano
- 1989 - Marcelo Contini, judoka brasiliano
- 1989 - Dóra Csabai, pallanuotista ungherese
- 1989 - Nina Davuluri, modella statunitense
- 1989 - Christofer Eskilsson, tuffatore svedese
- 1989 - Chris Gastón, cestista statunitense
- 1989 - Maximiliano Gauna, pallavolista argentino
- 1989 - Qasim Said, calciatore omanita
- 1989 - Inge Janssen, canottiera olandese
- 1989 - Per Karlsson, ex calciatore svedese
- 1989 - Conor Murray, rugbista a 15 irlandese
- 1989 - Kevin Ojiaku, lunghista italiano
- 1989 - Brad Smelley, giocatore di football americano statunitense
- 1989 - Gerardo Suero, cestista dominicano
- 1989 - Carlos Valdes, attore, musicista e compositore statunitense
- 1989 - Sergei Zenjov, calciatore estone
- 1989 - Zhong Weijun, pallavolista cinese
- 1989 - Emanuela de Paula, supermodella brasiliana
- 1990 - Soufiane Bidaoui, calciatore marocchino
- 1990 - Giorgio Bronzini, rugbista a 15 italiano
- 1990 - Francesco Di Tacchio, calciatore italiano
- 1990 - Randy Edwini-Bonsu, ex calciatore ghanese
- 1990 - Nabil Ghilas, calciatore francese
- 1990 - Melis Gürkaynak, ex pallavolista turca
- 1990 - Özlem Kaya, mezzofondista e siepista turca
- 1990 - Luhan, cantante e attore cinese
- 1990 - Mohamad Zein Tahan, calciatore libanese
- 1990 - Audrey Tcheuméo, judoka francese
- 1990 - Terence Vella, calciatore maltese
- 1990 - Calle Wede, ex calciatore svedese
- 1990 - Anton Wede, ex calciatore svedese
- 1990 - Matías Zunino, calciatore uruguaiano
- 1991 - Rui Caetano, ex calciatore portoghese
- 1991 - Austyn Carta-Samuels, giocatore di football americano statunitense
- 1991 - Evgenij Gapon, ex calciatore russo
- 1991 - Ruben Holsæter, ex calciatore norvegese
- 1991 - Mehdi Jeannin, calciatore francese
- 1991 - Farkhad Kharki, sollevatore kazako
- 1991 - Luke Kuechly, ex giocatore di football americano statunitense
- 1991 - Stefano Kunčev, ex calciatore bulgaro
- 1991 - Karim Laribi, calciatore tunisino
- 1991 - Yūki Nogami, calciatore giapponese
- 1991 - Giulia Pasqualin, ex cestista italiana
- 1991 - Mike Purcell, giocatore di football americano statunitense
- 1991 - Marieke Lucas Rijneveld, scrittore e poeta olandese
- 1991 - Seif Teka, calciatore tunisino
- 1991 - Ann Ward, modella statunitense
- 1992 - Kristian Álvarez, calciatore messicano
- 1992 - Jerry Boutsiele, cestista francese
- 1992 - Octavious Freeman, velocista statunitense
- 1992 - Sergio González Poirrier, calciatore spagnolo
- 1992 - Gigi Gorgeous, attrice, personaggio televisivo e youtuber canadese
- 1992 - Veronika Korsunova, sciatrice freestyle russa
- 1992 - Rashid Mahazi, ex calciatore australiano
- 1992 - Madias Nzesso, sollevatrice camerunese
- 1992 - Joe Salisbury, tennista britannico
- 1992 - Cory Sandhagen, artista marziale misto statunitense
- 1992 - Raphael Silva, calciatore brasiliano
- 1992 - Juan Vieyra, calciatore argentino
- 1992 - Siri Worm, calciatrice olandese
- 1992 - Eldəniz Əzizli, lottatore azero
- 1993 - Omar Abada, cestista tunisino
- 1993 - Mustafa Amini, calciatore australiano
- 1993 - Takuma Arano, calciatore giapponese
- 1993 - Petrus Boumal, calciatore camerunese
- 1993 - Viktor Bromer, nuotatore danese
- 1993 - Keelan Cole, giocatore di football americano statunitense
- 1993 - Gustavo Culma, ex calciatore colombiano
- 1993 - Artūrs Dārznieks, slittinista lettone
- 1993 - Tanja Eisenschmid, hockeista su ghiaccio tedesca
- 1993 - Marcos Fernández, calciatore argentino
- 1993 - Marvin Fritz, pilota motociclistico tedesco
- 1993 - Ben Hutton, hockeista su ghiaccio canadese
- 1993 - Filip Ingebrigtsen, mezzofondista norvegese
- 1993 - Kim Kuk-hyang, sollevatrice nordcoreana
- 1993 - Madison Kingdon, pallavolista statunitense
- 1993 - Marc Klok, calciatore olandese
- 1993 - Hrvoje Miličević, calciatore bosniaco
- 1993 - Davide Mogavero, cantante italiano
- 1993 - Diego Nicolaievsky, calciatore argentino
- 1993 - Elroy Pappot, ex calciatore olandese
- 1993 - Anu Raghavan, ostacolista indiana
- 1993 - Said Ahmed Said, calciatore ghanese
- 1993 - Lorenzo Vespa, pallanuotista italiano
- 1993 - Ryōsuke Yamanaka, calciatore giapponese
- 1994 - Riccardo Agostini, pilota automobilistico italiano
- 1994 - Celeste Boureille, calciatrice statunitense
- 1994 - Luka Bukić, pallanuotista croato
- 1994 - Erica De Matteis, modella italiana
- 1994 - Mattias Gauthier, giocatore di football americano statunitense
- 1994 - Kevin Harley, cestista francese
- 1994 - Ali Kaya, mezzofondista turco
- 1994 - Pavel Kuližnikov, pattinatore di velocità su ghiaccio russo
- 1994 - Yuri Lara, calciatore brasiliano
- 1994 - Riccardo Maestri, nuotatore italiano
- 1994 - Alexander Massialas, schermidore statunitense
- 1994 - Evan McGaughey, cestista statunitense
- 1994 - Gianni Moscon, ciclista su strada italiano
- 1994 - Anastasija Nedobiha, tuffatrice ucraina
- 1994 - Kassius Robertson, cestista canadese
- 1994 - Khaddi Sagnia, lunghista e triplista svedese
- 1994 - Jordan Thompson, tennista australiano
- 1994 - Pelin Uluksar, attrice turca
- 1995 - Karlo Bartolec, calciatore croato
- 1995 - Matrang, cantante e rapper russo
- 1995 - Léo Tilica, calciatore brasiliano
- 1995 - Julián Delmás, calciatore spagnolo
- 1995 - Jean Marie Dongou, ex calciatore camerunese
- 1995 - Andrea Ercolani Volta, ostacolista sammarinese
- 1995 - Saulo Ferreira Silva, calciatore brasiliano
- 1995 - B.J. Hill, giocatore di football americano statunitense
- 1995 - Kerem Kanter, cestista turco
- 1995 - Christian Kouakou, calciatore svedese
- 1995 - Patryk Kun, calciatore polacco
- 1995 - Paris Lee, cestista statunitense
- 1995 - Sekou Macalou, rugbista a 15 francese
- 1995 - Damian McKenzie, rugbista a 15 neozelandese
- 1995 - Georgi Minčev, calciatore bulgaro
- 1995 - Laura Osma, attrice colombiana
- 1995 - Nedeljko Piščević, calciatore serbo
- 1995 - Crismery Santana, sollevatrice dominicana
- 1995 - Eduard Sobol', calciatore ucraino
- 1995 - Natalia Szroeder, cantante polacca
- 1996 - Grigol Chabradze, calciatore georgiano
- 1996 - Kris Clyburn, cestista statunitense
- 1996 - Anna Danesi, pallavolista italiana
- 1996 - Francesco Di Mariano, calciatore italiano
- 1996 - Mateja Kunović, taekwondoka croata
- 1996 - Ricardo Lagos, calciatore peruviano
- 1996 - Anže Lanišek, saltatore con gli sci sloveno
- 1996 - Bastian Meisen, ex sciatore alpino tedesco
- 1996 - Divine Naah, calciatore ghanese
- 1996 - Kabba Sambou, calciatore gambiano
- 1997 - Morgan Bertsch, cestista statunitense
- 1997 - Clotilde Esposito, attrice italiana
- 1997 - Holly Hendrix, attrice pornografica e modella statunitense
- 1997 - Luke Jacobson, rugbista a 15 neozelandese
- 1997 - Mikkel Kallesøe, calciatore danese
- 1997 - Federico Nguema, calciatore equatoguineano
- 1997 - Mae Mae Renfrow, attrice statunitense
- 1997 - Robert Valge, cestista estone
- 1997 - Moses Waiswa, calciatore ugandese
- 1997 - Marek Zsigmund, calciatore slovacco
- 1997 - Alexander Zverev, tennista tedesco
- 1998 - Zeliha Ağrıs, taekwondoka turca
- 1998 - Khalid Bouzid, giocatore di calcio a 5 marocchino
- 1998 - Lauren Cox, cestista statunitense
- 1998 - Capo Plaza, rapper italiano
- 1998 - Aron Dønnum, calciatore norvegese
- 1998 - Harry Froling, cestista australiano
- 1998 - Abe Gashahun, maratoneta e mezzofondista etiope
- 1998 - Jason Huntley, giocatore di football americano statunitense
- 1998 - Igor Inocêncio de Oliveira, calciatore brasiliano
- 1998 - Takahiro Kō, calciatore giapponese
- 1998 - Thomas Helland Larsen, fondista norvegese
- 1998 - Felix Mallard, attore australiano
- 1998 - Giacomo Maremmani, hockeista su pista italiano
- 1998 - Jordi Méndez, hockeista su pista spagnolo
- 1998 - Andrés Terán, giocatore di calcio a 5 venezuelano
- 1998 - Joshua Tomaic, cestista spagnolo
- 1998 - Dries Vanthoor, pilota automobilistico belga
- 1998 - Matthew Walls, pistard e ciclista su strada britannico
- 1999 - Sergio Barreto, calciatore argentino
- 1999 - Jaquan Brisker, giocatore di football americano statunitense
- 1999 - Jake Camarda, giocatore di football americano statunitense
- 1999 - Agustín Dattola, calciatore argentino
- 1999 - Santiago Franco, ex calciatore uruguaiano
- 1999 - Ladislav Krejčí, calciatore ceco
- 1999 - Andreas Sargent Larsen, tuffatore danese
- 1999 - Giorgio Antonio del Liechtenstein, principe liechtensteinese
- 1999 - Alexandre Maltauro Neto, giocatore di calcio a 5 brasiliano
- 1999 - Anna Patten, calciatrice irlandese
- 1999 - Fabio Quartararo, pilota motociclistico francese
- 1999 - Lukáš Rousek, hockeista su ghiaccio ceco
- 1999 - Hannah Sæthereng, sciatrice alpina norvegese
- 2000 - Ochai Agbaji, cestista statunitense
- 2000 - Jon Barrenetxea, ciclista su strada spagnolo
- 2000 - Arno Claeys, ex ciclista su strada belga
- 2000 - Stefan Colakovski, calciatore macedone
- 2000 - Nils Fröling, calciatore svedese
- 2000 - Matías Gallardo, calciatore uruguaiano
- 2000 - Klara Hammarström, cantante svedese
- 2000 - Brodie Hofer, pallavolista canadese
- 2000 - Matthew Hurt, cestista statunitense
- 2000 - Mikael Jantunen, cestista finlandese
- 2000 - Axelina Johansson, pesista svedese
- 2000 - Théo Ndicka Matam, calciatore francese
- 2000 - Tom Reyners, calciatore belga
- 2000 - Leon van den Hoven, calciatore neozelandese

## XXI secolo(34)
- 2001 - Ian Alexander, attore e attivista statunitense
- 2001 - Nathalie Blomqvist, mezzofondista finlandese
- 2001 - Lvbel C5, rapper turco
- 2001 - Haris Bratanovic, cestista belga
- 2001 - Nadja Kälin, fondista svizzera
- 2001 - Jonathan Mingo, giocatore di football americano statunitense
- 2001 - Felipe Peña Biafore, calciatore argentino
- 2001 - Pia Skrzyszowska, ostacolista polacca
- 2001 - Agustín Álvarez Wallace, calciatore uruguaiano
- 2001 - Jan Štefela, altista ceco
- 2002 - Ahmed Sayed Abdelnaby, calciatore egiziano
- 2002 - Irina Alekseeva, ginnasta russa
- 2002 - Anouar Ait El Hadj, calciatore belga
- 2002 - Mohamed Tarek, calciatore egiziano
- 2002 - Jonas Jensen-Abbew, calciatore danese
- 2002 - Raymond Owusu, calciatore ghanese
- 2002 - Georginio Rutter, calciatore francese
- 2002 - Carmen Spielberger, sciatrice alpina austriaca
- 2002 - Reannyn Weiler, slittinista statunitense
- 2002 - Gyda Westvold Hansen, combinatista nordica norvegese
- 2003 - Johan Bakayoko, calciatore belga
- 2003 - Tio Cipot, calciatore sloveno
- 2003 - Severin Ottiger, calciatore svizzero
- 2004 - Chen Shuo, sciatore freestyle cinese
- 2004 - Josué Doké, calciatore togolese
- 2004 - Danila Godjaev, calciatore russo
- 2004 - Tomás Jacob, calciatore argentino
- 2004 - Dijon Kameri, calciatore austriaco
- 2004 - Guilherme Biro, calciatore brasiliano
- 2004 - Amanallah Memmiche, calciatore tunisino
- 2004 - Luisa Romanenko, ex slittinista tedesca
- 2004 - Kel'el Ware, cestista statunitense
- 2004 - Óscar Zambrano, calciatore ecuadoriano
- 2006 - Yasin Özcan, calciatore turco